# Leptobrachella natunae
Leptobrachella natunae är en groddjursart som först beskrevs av Günther 1895.  Leptobrachella natunae ingår i släktet Leptobrachella och familjen Megophryidae. IUCN kategoriserar arten globalt som otillräckligt studerad. Inga underarter finns listade i Catalogue of Life.